# Xenoda
Xenoda es un género de escarabajos de la familia Chrysomelidae. El género fue descrito científicamente primero por Baly en 1877. Esta es una lista de especies perteneciente a este género:
- Xenoda abdominalis Jacoby, 1896
- Xenoda bakeri Medvedev, 2004
- Xenoda basalis Jacoby, 1893
- Xenoda brancuccii Medvedev, 2004
- Xenoda carinata Laboissiere, 1929
- Xenoda castanea Mohamedsaid, 2001
- Xenoda cyanipennis Medvedev, 2004
- Xenoda fulva Medvedev, 2004
- Xenoda hirtipennis Jacoby, 1884
- Xenoda hitam Mohamedsaid, 2001
- Xenoda impressa Medvedev, 2004
- Xenoda lapan Mohamedsaid, 2001
- Xenoda luzonica Medvedev, 2004
- Xenoda modiglianii Jacoby, 1896
- Xenoda nigricollis Jacoby, 1896
- Xenoda ovalis (Mohamedsaid, 2001)
- Xenoda pallida Jacoby, 1896
- Xenoda parvula Jacoby, 1899
- Xenoda puncticollis Weise, 1922
- Xenoda setiuensis Mohamedsaid, 2001
- Xenoda spinicornis Baly, 1877
- Xenoda tuberculata Medvedev, 2004
- Xenoda vittata Medvedev, 2004
- Xenoda weyersi (Duvivier, 1885)